# 誰がカバやねんロックンロールショー
誰がカバやねんロックンロールショー（だれがカバやねんロックンロールショー）は、1980年前後に関西を中心に活躍した日本のロックバンド。

このバンド名を冠にした関西テレビの音楽バラエティー番組についても併せて記載する。

## 来歴
滋賀県大津市出身の家紋料や松浦円一郎が中心となって結成された『誰がカバやねんブルースバンド』が発祥で、お笑いやライブパフォーマンスで関西に住む若者の人気を集めた。
「誰がカバやねん」とは、吉本新喜劇の喜劇俳優、原哲男のギャグである。
バンドの通称は「誰カバ」。
1980年、『ロック版のクレージーキャッツ』というコンセプトで渡辺プロダクションと契約。2枚のフルアルバムを発表するが、1982年頃、整理にあい、契約解除とともに、義隆以外のメンバーは帰郷した。
2008年5月9日、兵庫県警薬物銃器対策課、兵庫県警篠山署は元メンバーのダンシング義隆を大麻取締法違反容疑（所持）で逮捕・送検したと発表した。神戸地検が同法違反罪で起訴。（ダンシング義隆の逮捕における報道）
2017年12月1日、出所したダンシング義隆元容疑者はアメ村でカフェ「REED CAFE」のオーナーになり多くのミュージシャンたちが集う。経営には早稲田大学の鹿島徹助教授がともに携わっている。

## バンド
- 1976年9月結成。
- 1979年ヤマハの8・8ロックデイで優勝。
- 1982年に活動を一時休止するが、1990年に活動再開。
- 2006年9月2日に大阪ビッグキャットにおいてライブ「結成30周年縁会」を行う。
- 2008年、ダンシング義隆が逮捕されたため、活動から離れたが、「結成30周年縁会」以降は家紋料をメインボーカルに精力的にライブ活動を行っている。しかしメンバーの一部が還暦を越えたことで2009年9月に最期の関東ツアーが敢行された。

- リーダーの松浦円一郎が滋賀県大津市浜大津で経営するライブハウス居酒屋『どないや』では新メンバーをはじめ地域で活動するミュージシャンらによる興行が活発に行われていたが2020年6月に閉店した。

## 現メンバー
- 松浦円一郎（ドラム、リーダーを務める　長男）
- 家紋料（ボーカル　ギター、誰カバのほとんどの曲を作曲　司会もする）
- Donメグ（ベース　本名　松浦慈　次男）
- 藤田隆（ギター　世界中の音楽に詳しい）
- 遠藤冬樹（サックス）

## 元メンバー
- 今西哲（キーボード）

- アモーレ猪熊（ボーカル、キーボード。唯一の女性メンバー テレビ放送が始まった翌年（1980年4月）の生まれで、通称『誰カバの介護士』。自身も『AKIRA』名義でソロシンガーとしても活動している）

## 元メンバー（解雇）
- ダンシング義隆　
1953年生（逮捕保釈後の立ち位置はあくまで『勘当中』である）。ボーカル担当。
本名　松浦義隆で三男。映画『爆裂都市 BURST CITY』（1982年石井聰互監督）にDJ役(声のみ)で出演。京都の人気劇団満開座の趙方豪退団後の主演俳優でもあった。メンバーが帰郷した後も東京を活動拠点としていたが1988年頃に関西に帰郷した。
1995年に同郷(滋賀県出身)で音楽仲間であるテレビ演出家兼プロデューサーの川本勇とともに混沌ブラザーズというデュオを結成。ライブ活動を開始。川本が担当した深夜テレビ番組『混沌(カオス)TV』→『混沌(カオス)パニック』(KBS京都テレビ)に出演した。同番組には新人時代のますだおかだやオセロ、TKOといった松竹芸能のタレントが多数出演していた。
2020年現在も京阪を活動拠点とし、イベント『都市 ROCK 伝説』を自ら企画したり、自らのバンド『Rock'n Roll Forevers』を率いたり、ソロシンガーとして活動を続けている。
大麻による逮捕の際にはデビュー以来25年間に渡り、ライブの度に大麻を吸引していたと報道された。
2017年11月1日、半世紀に渡り親交を深めてきた友人である早稲田大学人間文学部教授・鹿島徹の資金提供を受け、カフェ・REED CAFEを大阪市内にオープンすることを公表。
2017年にはダンシング義隆の半世紀を綴った本の発売、劇場活動写真も公開予定と出所した本人FBで発表。
2017年12月1日早稲田大学の文学部助教・鹿島徹とともにBAR「REED CAFE」を再オープン

## テレビ番組
1979年10月5日から1年間に渡り関西テレビで放送されたテレビ番組で、当初は梅田阪急ファイブ8Fオレンジルームからの生中継であった。
プロデューサーは演芸バラエティーや若者向け番組の演出などを得意とした関西テレビの上沼真平(上沼恵美子の夫)が務めた。
明石家さんまが司会を務め、紳助・竜介も出演した。当時はまだ漫才ブームが起こる直前だった。さんまがテレビ番組で司会を務めたのはこれが最初である。
放送時間は放送当初は金曜19:00～19:30。半年後に木曜24:05～24:35に移動し、1年で打ち切りになった。
それまでは朝日放送のヤングプラザ（キダ・タロー司会　毎土曜日17:00～18:00）ぐらいしか、アマチュアロックバンドにスポットを当てた番組は無かったが、関西でブレイク寸前のバンド名を冠にした番組は未だに珍しく、画期的で伝説的に語られ続けている番組である。

### 同番組のゲスト
- ヒカシュー
- 生活向上委員会大管弦楽団（梅津和時、原田依幸の二人が率いる伝説的コミックフリージャズバンドで、片山広明、板谷博、早川岳晴、佐藤春樹、亀山賢一、篠田昌巳、吉田哲治らが在籍していた）
- シーナ&ロケッツ
- アナーキー
- プラスチックス
- RCサクセション
- プリズム
- ヴァージンVS
- BOWWOW

など